# Pierre Segond

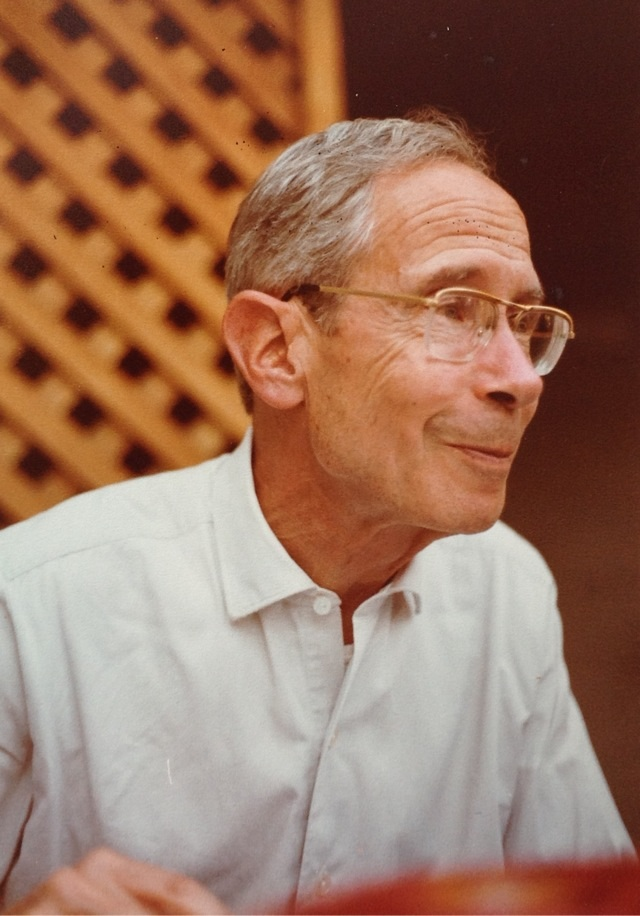
Pierre Segond (1982)

Pierre Segond (Genève, 8 februari 1913 - 2000) was een Zwitserse organist en muziekpedagoog.

## Levensloop
Segond deed middelbare studies aan het College van Genève en tegelijk muziekstudies, meer bepaald orgel en piano, eerst in Genève bij William Montillet en vervolgens in Parijs bij Marcel Dupré. In 1938 behaalde hij een Eerste prijs. Jehan Alain (†1940) was zijn klasgenoot.
In 1942 won Segond een wedstrijd waardoor hij titularis werd van het kathedraalorgel in Genève en bleef dit gedurende 52 jaar, tot in 1994. Hij begon concerten te organiseren onder de benaming 'Société des Concerts Spirituels', die hij zelf gaf of waarvoor hij bekende organisten uitnodigde. Het orgel was niet van de beste en hij kon de kerkleiding overtuigen om in 1965 een nieuw orgel te doen bouwen door Metzler. Van toen af organiseerde hij 'Les Concerts de la Cathédrale'.
Segond gaf talrijke concerten in Zwitserland en in het buitenland. Hij speelde bij voorkeur Johann Sebastian Bach en andere oude meesters, maar ook César Franck, alsook zijn tijdgenoten Jean Alain, Jean Langlais, Gaston Litaize en Olivier Messiaen.
Segond was vermaard als muziekpedagoog.  Hij was de leermeester voor verschillende generaties organisten, vooral uit Zwitserland. Hij was lid van de jury voor het internationaal orgelconcours van 1976 in het kader van het Festival Musica Antiqua in Brugge.
De Stad Genève heeft een Prix Pierre Segond ingesteld, die jaarlijks aan een organist-leerling van het Geneefse Muziekconservatorium wordt uitgereikt.